# Elecciones legislativas de Burundi de 1982
Las elecciones legislativas de Burundi de 1982 se celebraron el 22 de octubre de ese año, siendo las primeras desde hacía 17 años, para elegir a los miembros de la Asamblea Nacional.
Teniendo a la Unión para el Progreso Nacional (UPRONA), como único partido político legal, esta formación se quedó con los 52 escaños en disputa. Los restantes 13 fueron designados por decreto presidencial.

## Desarrollo
Tras el referéndum constitucional de 1981, el país se había convertido en un estado de partido único, con la Unión para el Progreso Nacional (UPRONA), cumpliendo esta función. Por otra parte, el Parlamento pasó a ser unicameral (El Senado fue abolido) y el período legislativo se redujo de seis a cinco años.
El partido nominó a 104 candidatos para disputar los 52 escaños de la Asamblea Nacional, que se había ampliado respecto a los 33 miembros elegidos en las elecciones generales de 1965. Se utilizó un sistema de distritos uninominales: En cada uno de los 52 de ellos, los votantes debían elegir su favorito entre dos candidatos de la UPRONA. Los candidatos fueron nominados por los Comités Locales de Selección de la UPRONA.
Tras las elecciones, el presidente Jean-Baptiste Bagaza nombró a otros 13 miembros, de conformidad con la Constitución del país.

## Resultados
No existe información detallada acerca de las estadísticas electorales. Los datos señalados a continuación son aproximaciones.
|  | 100 % |

|  | 0 % |

|  | 100 % |

|  | 95 % |

## Posterioridad
La Asamblea se reunió de nuevo el 1 de noviembre de 1982, por primera vez desde octubre de 1965. El 8 de noviembre, el presidente Bagaza anunció la conformación de un nuevo gabinete.